# Porterhouse Blue
Porterhouse Blue (Brasil: A Epopeia de Mr. Skullion ) é um minissérie britânica de 1987 baseada no romance homônimo escrito por Tom Sharpe, publicado em 1974. É estrelada por David Jason, Ian Richardson e Paul Rogers.